# Эпштайн
Эпштайн (нем. Eppstein) — город в Германии, в земле Гессен. Подчинён административному округу Дармштадт. Входит в состав района Майн-Таунус. Население составляет 13 283 человека (на 31 декабря 2010 года). Занимает площадь 24,21 км². Официальный код — 06 4 36 002.

## Города-побратимы
- Ланже (Франция)